# Sur quel pied danser
Pour plus de détails, voir Fiche technique et Distribution.
Sur quel pied danser est une comédie musicale et sociale française écrite et réalisée par Paul Calori et Kostia Testut sortie le 6 juillet 2016.

## Synopsis
Julie, qui enchaîne les petits boulots précaires depuis des années, vient de décrocher un CDI à Romans-sur-Isère, la « capitale mondiale de la chaussure de luxe ». Pour Julie, ce nouveau départ rime avec nouvel espoir. À peine sa période d'essai commencée, la rumeur d’un plan social se propage dans l’usine d’escarpins où travaille la jeune femme. Tandis que les ouvrières commencent à se révolter en chansons contre la fermeture, Julie doit faire face à un dilemme : s’engager dans la lutte ou bien préserver son CDI en faisant profil bas ? Choisissant cette dernière option, Julie va pourtant se retrouver bientôt en première ligne.

## Fiche technique
- Titre original : Sur quel pied danser
- Scénario et réalisation : Paul Calori et Kostia Testut
- Musique originale et orchestrations : Olivier Daviaud
- Chorégraphe : Nasser Martin-Gousset
- Chef opérateur : Julien Meurice
- Chef monteur : Damien Maestraggi
- Ingénieur du son : Sophie Laloy
- Monteur son : Jocelyn Robert
- Mixage : Emmanuel Croset
- Décors : Angelo Zamparutti
- Costumes : Florence Fontaine
- Producteur : Xavier Delmas
- Société de production : Loin derrière l'Oural
- Société de distribution : Rezo Films
- Supervision musicale : Varda Kakon
- Pays de production :  France
- Langue originale : français
- Format : couleur
- Genre : musical
- Durée : 85 minutes
- Date de sortie :
  - France : 6 juillet 2016

## Distribution
- Pauline Étienne : Julie
- Olivier Chantreau : Samy
- François Morel : Félicien Couture
- Loïc Corbery : Xavier Laurent
- Julie Victor : Sophie
- Clémentine Yelnik : Françoise
- Vladimir Granov : Igor
- Michèle Prélonge : Corinne
- Laure Crochet-Sernieclaes : Cathy
- Yasmine Youcef : Rachida
- Sophie Tabakov : Nathalie
- Valérie Masset : Isabelle
- Valérie Layani : Anne
- Elodie Escarmelle : Sonia
- Nuch Grenet : Rose
- Eve Hanus : Aurélie
- Olivier Borle : patron du Paradis de la chaussure
- Léna Dia : employée du fast-food
- Pasquale d'Inca : patron société de nettoyage
- Nadine Emin : patronne de l'hôtel
- Jazmin Londoño Castañeda : Victoria
- Damien Gajda, Cyril Journet, Thomas Régnier, Ahmed Slimani : camionneurs / stylistes
- Paul Laffont : Jacques Couture
- avec la participation de Caroline Silhol

## Chansons originales
- Un nouveau départ  : paroles et musique Jeanne Cherhal ; interprétée par Pauline Étienne
- La Révolte des ouvrières : paroles Agnès Bihl, musique Jeanne Cherhal ; interprétée par Varda Kakon et Julie Victor
- La Complainte de la précarité : paroles et musique Albin de la Simone ; interprétée par Pauline Étienne
- La Bossa du big boss : paroles Polo, musique Olivier Daviaud ; interprétée par Loïc Corbery
- La Ballade du camionneur : paroles Polo, musique Olivier Daviaud ; interprétée par Olivier Chantreau
- Le Blues du directeur : paroles Polo, musique Olivier Daviaud ; interprétée par François Morel
- L'Insoumise : paroles Clarika, Jean-Jacques Nyssen, musique Albin de la Simone ; interprétée par Julie Victor
- Le Duo du feu de camp : paroles Olivia Ruiz, musique Olivier Daviaud ; interprétée par Pauline Étienne et Olivier Chantreau

## Genèse
Sortis de la 17e promotion de la Fémis,, en réalisation et en scénario, Kostia Testut et Paul Calori réalisent en 2007 le court-métrage Le Silence des machines, une commande d'Arte où des ouvrières dont les machines sont délocalisées se révoltent en chantant, traitant déjà d’un conflit social par le biais de la comédie musicale. L’écriture du long-métrage qui deviendra Sur quel pied danser, ses chansons et son développement prendront sept ans. Pour la musique du film, ils s'entourent du compositeur Olivier Daviaud et de plusieurs auteurs et compositeurs dont les univers correspondent aux univers des personnages du film : Jeanne Cherhal, Olivia Ruiz, Albin de la Simone, Clarika, Jean-Jacques Nyssen, Agnès Bihl, Polo. Les numéros dansés sont signés du chorégraphe Nasser Martin-Gousset.

## Tournage
Le tournage a lieu en région Rhône-Alpes en juillet et août 2015, dans le département de la Drôme et plus précisément à Romans-sur-Isère, capitale historique de la chaussure de luxe, Valence et Epinouze.

## Distinctions

### Sélections
- Festival du film de Cabourg, édition 2016, sélection « Panorama / Prix du public » et « Par amour de la musique »[9].
- Festival international du film de Palm Springs, édition 2017, sélection « New Voices/New Visions », sous le titre Julie and the Shoe Factory[10].
- Minneapolis–Saint Paul International Film Festival (en), édition 2017.
- Sonoma International Film Festival (en), édition 2017.
- Hawaii European Cinema, édition 2017.
- Filmfest DC, édition 2017.

### Récompenses
- 2011: film lauréat de la Fondation Gan pour le Cinéma[11]